# Kelvin John
Kelvin Pius John, né le 10 juin 2003 à Morogoro, généralement appelé simplement Kelvin John, est un footballeur international tanzanien qui évolue au poste d'attaquant au Aalborg BK. Il est surnommé le « Mbappé tanzanien » par les médias.

## Biographie

### En club

#### Formation
Ayant commencé à jouer au foot en Tanzanie, John débarque en Europe à l'âge de 16 ans, rejoignant le Brooke House College situé à Market Harborough, dans le Leicestershire,.
Il est alors notamment annoncé au KRC Genk, qu'il doit rejoindre une fois sa majorité atteinte, dans les traces de Mbwana Samatta,. En juin 2021, il signe en effet au club belge, pour un contrat allant jusqu'à 2024, avec deux autres années en option, devenant le deuxième joueur de son pays à intégrer le club après Samatta,,,.
Vu comme un grand espoir du football africain, il est notamment surnommé très tôt le « Mbappé tanzanien »,,,,,,,.

#### Débuts au KRC Genk
Intégrant initialement l'effectif des moins de 21 ans du club belge, Kelvin John est déjà determinant en UEFA Youth League où les U19 belges éliminent coup sur coup les champions allemands du FC Cologne, ceux hongrois du MTK Budapest, puis le Chelsea FC. Ces performances lui valent d'être intégré à l'effectif professionnel du KRC,.
Il fait ses débuts professionnels avec le club de Genk le 3 avril 2022, remplaçant Junya Ito lors d'une victoire 5-0 contre le KAS Eupen en Pro League, où il est déjà proche d'inscrire son premier but,.

### En sélection

#### Équipes de jeunes
Kelvin John est international avec l'équipe de Tanzanie des moins de 17 ans, avec qui il participe notamment à la coupe d'Afrique des nations en 2019, après avoir également participé au tournoi (en) de la CECAFA en 2018, où ils terminent 3e. Dans le tournoi continental, malgré une équipe de Tazanie qui ne dépasse pas son statut de petit poucet de la compétition, le jeune attaquant fait partie des joueurs les plus en vue, notamment lors de la défaite 4-5 contre le Nigéria, où il est l'auteur d'un but et une passe décisive,,,,.
Avec les moins de 20 ans, il participe aux compétitions régionales de la CECAFA, remportant l'édition 2019 (en) en tant que capitaine, et dont il termine meilleur buteur avec six réalisations. Vainqueur de l'Ouganda et du Soudan en phase à élimination directe, ils battent en finale le Kenya 1-0 : un Kelvin John qui est en contact avec la star nationale Mbwana Samatta tout au long du tournoi et qui est au cœur des victoires des siens est logiquement nommé meilleur joueur du tournoi,,.
Lors de l'édition 2020 (en), John s'illustre encore avec un triplé en phase de groupe face à la Somalie, et si les tanzaniens s'inclinent cette fois en finale contre l'Uganda, leur victoire en demi-finale les qualifie tout de même pour la CAN 2021.
Kelvin John participe ainsi à la compétition continentale l'année suivante,. Mais si l'équipe de Tanzanie rentre dans la compétition avec certains espoirs — elle a notamment battu 5-3 les futurs finalistes de l'Uganda en amical avant d'entrer en lice — elle cumule deux défaites et prend ses seuls points contre la Gambie, une équipe qui va tout de même terminer 3e de la compétition.

#### Équipe senior
Kelvin John est international senior tanzanien depuis le 28 juillet 2019 et un match de qualification pour la CHAN 2020 contre le Kenya,. Il entre en jeu avec le numéro 10, dans ce match à Dar es Salam soldé par un 0-0. Il est présélectionné par Emmanuel Amunike pour la CAN 2019, même s'il ne participe finalement pas à la compétition remportée par l'Algérie,,.
En février 2021, il est à nouveau appelé en équipe de Tanzanie senior, prenant part au match amical contre le Kenya le 15 mars 2021 qui se solde par une défaite 2-1 au Nyayo National Stadium.

## Style de jeu
Kelvin John évolue principalement au poste d'avant-centre, en pointe de l'attaque, mais est également capable de jouer sur l'aile gauche, où il peut exploiter ses qualités de vitesse.
Possédant un physique correct dès un âge précoce, qui lui permet de tenir bon face à la pression des défenseurs adverses, il s'illustre surtout par sa pointe de vitesse et son agilité, ce qui en fait un joueur aux courses difficiles à anticiper, brillant autant par ses déplacements avec ou sans ballon,.
Ce sont bien sur ces caractéristiques qui vont entrainer les comparaisons avec le champion du monde Kylian Mbappé, alors que le jeune Tanzanien n'a même pas encore rejoint son premier club professionnel,,,,.